# Villanovaforru
Villanovaforru (sardinski: Biddanòa de Fòrru) je grad i općina (comune) u pokrajini Južnoj Sardiniji u regiji Sardiniji, Italija. Nalazi se na nadmorskoj visini od 324 metra i ima 672 stanovnika.
 Prostire se na 10,93 km². Gustoća naseljenosti je 61 st/km².
Susjedne općine su: Collinas, Lunamatrona, Sanluri i Sardara.